# Maccabi Haïfa Basketball Club
Pour les articles homonymes, voir Maccabi Haïfa.
Maillots

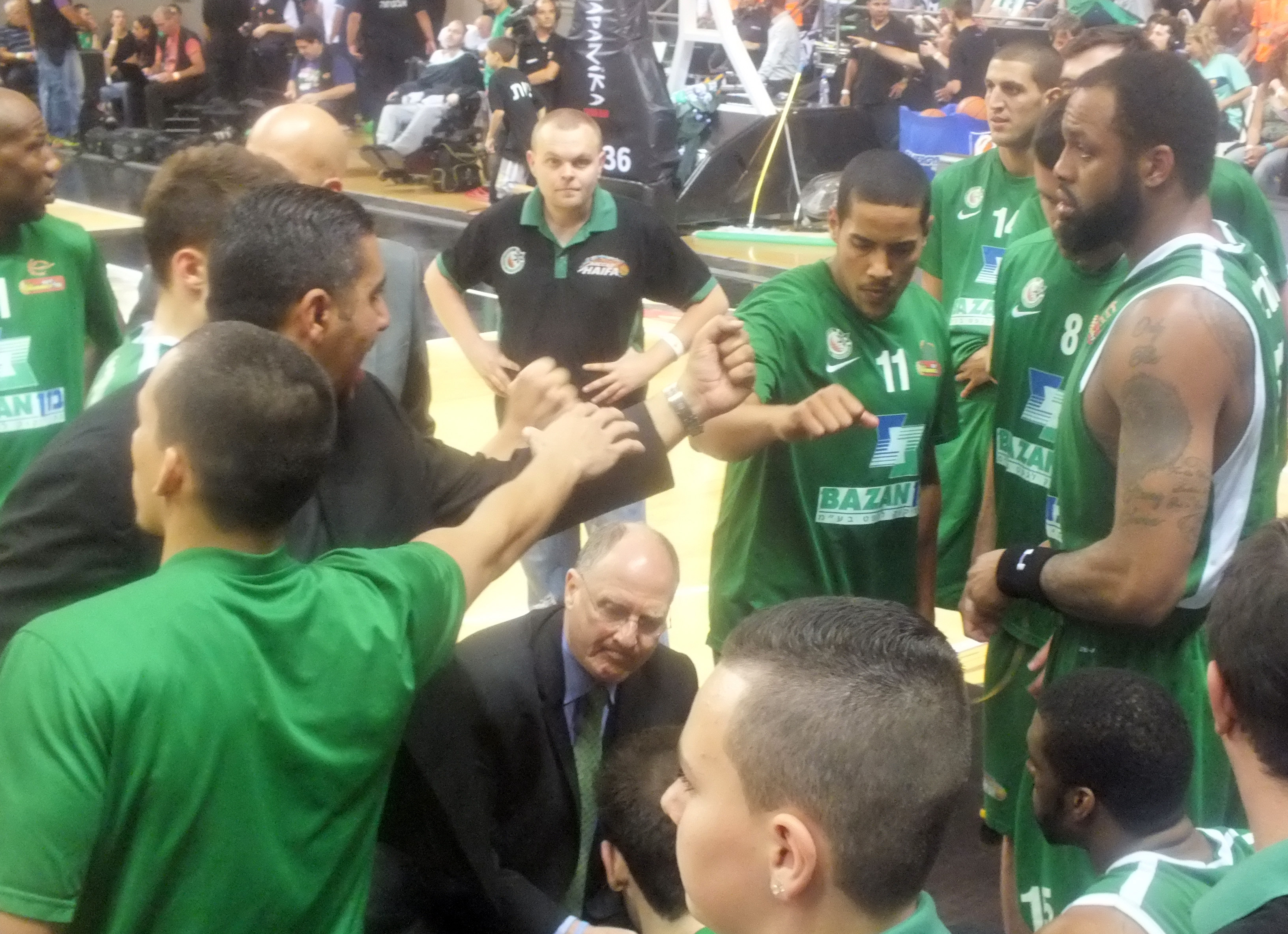
Maccabi Haïfa, champion de la saison 2012-2013

Le Maccabi Haïfa Basketball Club (en hébreu : מכבי חיפה (כדורסל)) est un club de basket-ball professionnel israélien, section du club omnisports du Maccabi Haïfa. Le club joue à Haïfa.
Le club remporte le championnat pour la première fois de son histoire lors de la saison 2012-2013. Les principaux joueurs de l'équipe sont Pat Calathes, Gal Mekel, James Thomas et Ido Kozikaro. L'entraîneur Brad Greenberg quitte alors son poste. Il est remplacé par Danny Franco, mais ce dernier est limogé en juin 2014 après la défaite du Maccabi Haïfa contre le Maccabi Tel-Aviv en finale du championnat. Il est remplacé par Rami Hadar.
Le club est relégué en deuxième division (Liga Leumit) à l'issue de la saison 2020-2021.

## Palmarès
- Champion d'Israël en 2013

## Entraîneurs
- Offer Rahimi (depuis 2016)
- Rami Hadar (2014-2016)
- Brad Greenberg (2012-2014)
- Miki Gorka (2010-2012)
- 1983-1985 :  Pini Gershon
- 1986-1987 :  Pini Gershon
- 1988-1989 :  Pini Gershon
- 2012 :  Rami Hadar
- 2013-2014 :  Danny Franco
- 2014-2016 :  Rami Hadar